# Marco Brescianini
Marco Brescianini (Calcinate, 20 gennaio 2000) è un calciatore italiano, centrocampista dell'Atalanta e della nazionale italiana.

## Caratteristiche tecniche
Centrocampista di doti principalmente offensive, è impiegabile sia come mezz'ala (in un centrocampo a tre), sia come centrale (in un centrocampo a due).

## Carriera

### Club

#### Milan
Brescianini è cresciuto calcisticamente nelle giovanili del Milan, in cui aveva fatto il suo ingresso all'età di otto anni.
Ha debuttato per i rossoneri all'età di 20 anni, il 1º agosto 2020, sostituendo Ismaël Bennacer al 66' minuto di una partita in casa contro il Cagliari, valida per l'ultima giornata del campionato di Serie A e vinta per 3-0.

#### Prestiti a Entella, Monza e Cosenza
Il 29 agosto 2020, Brescianini viene ceduto in prestito alla Virtus Entella, in Serie B, fino al 30 giugno 2021. Segna il suo primo gol il 7 febbraio 2021 nella sconfitta con la Reggiana (2-1). Con il club di Chiavari mette insieme in tutto 29 presenze, 2 gol e 2 assist in campionato, risultando uno dei giocatori più convincenti della squadra nonostante l'ultimo posto e la conseguente retrocessione in Serie C.
Il 10 giugno 2021 viene trovato l'accordo col Monza per il trasferimento in prestito del centrocampista, il cui tesseramento sarà formalizzato a partire dal 1º luglio seguente. Con i brianzoli, dopo aver disputato da titolare le prime due gare del campionato finisce ai margini non venendo più schierato, conquistando comunque la storica promozione in serie A con i brianzoli, seppur senza giocare neppure un minuto negli spareggi. 
Il 7 agosto 2022, viene ceduto in prestito al Cosenza. Lungo la stagione 2022-2023, contribuisce alla salvezza della squadra calabrese con 39 presenze e tre reti.

#### Frosinone
Il 7 luglio 2023, Brescianini viene acquistato a titolo definitivo dal Frosinone, neo-promosso in Serie A, con cui sottoscrive un contratto quadriennale. Esordisce con i ciociari il 19 agosto nella sconfitta casalinga contro il Napoli, subentrando a Luca Mazzitelli al 75'. Il 29 ottobre seguente, segna il suo primo gol in massima serie nella sconfitta per 4-3 in casa del Cagliari. Conclude la propria stagione con un totale di 40 presenze, quattro reti e due assist fra campionato e coppa, non riuscendo a evitare la retrocessione del club ciociaro in Serie B.

#### Atalanta
Il 16 agosto 2024, Brescianini viene acquistato dall'Atalanta, in Serie A, in prestito oneroso da due milioni di euro, con obbligo di riscatto fissato a 10 milioni. Tre giorni più tardi, esordisce con i bergamaschi nella partita di campionato contro il Lecce, in cui realizza anche una doppietta, contribuendo così alla vittoria per 4-0. Il 18 dicembre segna la sua prima rete in assoluto in Coppa Italia, nell'esordio con i nerazzurri in occasione del successo per 6-1 contro Il Cesena negli ottavi di finale. Il 21 gennaio 2025 segna la sua prima rete in UEFA Champions League, fissando il definitivo 5-0 del successo casalingo contro lo Sturm Graz nella settima giornata della fase campionato.
Il 23 giugno 2025, al termine di una stagione da 38 presenze e 6 reti tra tutte le competizioni ufficiali, viene riscattato dal club lombardo.

### Nazionale
Nell'agosto del 2021, Brescianini viene convocato per la prima volta dalla nazionale Under-21, guidata da Paolo Nicolato. Debutta con gli Azzurrini il 7 settembre seguente, prendendo il posto di Nicolò Rovella nel recupero della partita contro il Montenegro, vinta per 1-0 dall'Italia.
Nell'agosto del 2024, riceve la sua prima convocazione in nazionale maggiore dal CT Luciano Spalletti, in occasione degli incontri di UEFA Nations League contro Francia e Israele. Fa il suo esordio in maglia azzurra il 6 settembre seguente, nella prima delle due partite, subentrando a Federico Dimarco all'81° minuto dell'incontro vinto in casa della Francia (1-3).

## Statistiche

### Presenze e reti nei club
Statistiche aggiornate al 25 maggio 2025.
| Stagione        | Squadra         | Campionato      | Campionato | Campionato | Coppe nazionali | Coppe nazionali | Coppe nazionali | Coppe continentali | Coppe continentali | Coppe continentali | Altre coppe | Altre coppe | Altre coppe | Totale | Totale |
| Stagione        | Squadra         | Comp            | Pres       | Reti       | Comp            | Pres            | Reti            | Comp               | Pres               | Reti               | Comp        | Pres        | Reti        | Pres   | Reti   |
| --------------- | --------------- | --------------- | ---------- | ---------- | --------------- | --------------- | --------------- | ------------------ | ------------------ | ------------------ | ----------- | ----------- | ----------- | ------ | ------ |
| 2019-2020       | Milan           | A               | 1          | 0          | CI              | 0               | 0               | -                  | -                  | -                  | -           | -           | -           | 1      | 0      |
| 2020-2021       | Virtus Entella  | B               | 29         | 2          | CI              | 2               | 0               | -                  | -                  | -                  | -           | -           | -           | 31     | 2      |
| 2021-2022       | Monza           | B               | 5          | 0          | CI              | 1               | 0               | -                  | -                  | -                  | -           | -           | -           | 6      | 0      |
| 2022-2023       | Cosenza         | B               | 37+2       | 3+0        | CI              | 0               | 0               | -                  | -                  | -                  | -           | -           | -           | 39     | 3      |
| 2023-2024       | Frosinone       | A               | 36         | 4          | CI              | 4               | 0               | -                  | -                  | -                  | -           | -           | -           | 40     | 4      |
| 2024-2025       | Atalanta        | A               | 29         | 4          | CI              | 2               | 1               | UCL                | 6                  | 1                  | SI+SU       | 1 + -       | 0 + -       | 38     | 6      |
| 2025-2026       | Atalanta        | A               | -          | -          | CI              | -               | -               | UCL                | -                  | -                  | -           | -           | -           | -      | -      |
| Totale Atalanta | Totale Atalanta | Totale Atalanta | 29         | 4          |                 | 2               | 1               |                    | 6                  | 1                  |             | 1           | 0           | 38     | 6      |
| Totale carriera | Totale carriera | Totale carriera | 139        | 13         |                 | 9               | 1               |                    | 6                  | 1                  |             | 1           | 0           | 155    | 15     |

### Cronologia presenze e reti in nazionale
| Cronologia completa delle presenze e delle reti in nazionale ― Italia | Cronologia completa delle presenze e delle reti in nazionale ― Italia | Cronologia completa delle presenze e delle reti in nazionale ― Italia | Cronologia completa delle presenze e delle reti in nazionale ― Italia | Cronologia completa delle presenze e delle reti in nazionale ― Italia | Cronologia completa delle presenze e delle reti in nazionale ― Italia | Cronologia completa delle presenze e delle reti in nazionale ― Italia | Cronologia completa delle presenze e delle reti in nazionale ― Italia |
| Data                                                                  | Città                                                                 | In casa                                                               | Risultato                                                             | Ospiti                                                                | Competizione                                                          | Reti                                                                  | Note                                                                  |
| --------------------------------------------------------------------- | --------------------------------------------------------------------- | --------------------------------------------------------------------- | --------------------------------------------------------------------- | --------------------------------------------------------------------- | --------------------------------------------------------------------- | --------------------------------------------------------------------- | --------------------------------------------------------------------- |
| 6-9-2024                                                              | Parigi                                                                | Francia                                                               | 1 – 3                                                                 | Italia                                                                | UEFA Nations League 2024-2025 - 1º turno                              | -                                                                     | 81’                                                                   |
| 9-9-2024                                                              | Budapest                                                              | Israele                                                               | 1 – 2                                                                 | Italia                                                                | UEFA Nations League 2024-2025 - 1º turno                              | -                                                                     | 64’                                                                   |
| Totale                                                                |                                                                       | Presenze                                                              | 2                                                                     |                                                                       | Reti                                                                  | 0                                                                     |                                                                       |

| Cronologia completa delle presenze e delle reti in nazionale ― Italia under 21 | Cronologia completa delle presenze e delle reti in nazionale ― Italia under 21 | Cronologia completa delle presenze e delle reti in nazionale ― Italia under 21 | Cronologia completa delle presenze e delle reti in nazionale ― Italia under 21 | Cronologia completa delle presenze e delle reti in nazionale ― Italia under 21 | Cronologia completa delle presenze e delle reti in nazionale ― Italia under 21 | Cronologia completa delle presenze e delle reti in nazionale ― Italia under 21 | Cronologia completa delle presenze e delle reti in nazionale ― Italia under 21 |
| Data                                                                           | Città                                                                          | In casa                                                                        | Risultato                                                                      | Ospiti                                                                         | Competizione                                                                   | Reti                                                                           | Note                                                                           |
| ------------------------------------------------------------------------------ | ------------------------------------------------------------------------------ | ------------------------------------------------------------------------------ | ------------------------------------------------------------------------------ | ------------------------------------------------------------------------------ | ------------------------------------------------------------------------------ | ------------------------------------------------------------------------------ | ------------------------------------------------------------------------------ |
| 7-9-2021                                                                       | Vicenza                                                                        | Italia under 21                                                                | 1 – 0                                                                          | Montenegro under 21                                                            | Qual. Europeo Under-21 2023                                                    | -                                                                              | 92’                                                                            |
| Totale                                                                         |                                                                                | Presenze                                                                       | 1                                                                              |                                                                                | Reti                                                                           | 0                                                                              |                                                                                |